# 줄리에타 귀차르디
줄리에타 귀차르디(독일어: Julie ("Giulietta") Guicciardi, 1782년 11월 23일 ~ 1856년 3월 22일)는 오스트리아의 여자 백작으로, 잠시 루트비히 판 베토벤의 피아노 학생이었다. 베토벤은 "월광 소나타"로 알려진 《피아노 소나타 14번》을 그녀에게 헌정했다.

## 생애
갈리치아-로도메리아 왕국의 프셰미실에서 태어났으며, “율리”라고 명명되었다. 그녀의 부모는 프란츠 요제프 귀차르디 백작과 수잔나 폰 브룬스비크 백작부인이었다.
1800년 6월 부모와 함께 트리에스테에서 빈으로 이사했고, 뛰어난 미모에 의해 상류 사회에서 널리 알려지게 되었다. 그녀는 곧 작곡가인 벤젤 로베르트 폰 갈렌베르크 백작과 약혼했으며, 1803년 11월 14일 결혼했다. 그 후 나폴리로 이사했으며, 1822년에야 빈으로 돌아왔다. 나중에는 헤르만 폰 퓌클러무스카우 백작도 그녀를 추종했다.
그녀는 1856년 빈에서 사망했다.

## 베토벤과의 관계
베토벤은 브룬스비크 가문을 통해 귀차르디와 알게 되었다. 귀차르디와 사촌 관계였던 테레제-요제피네 자매와 매우 깊은 친분을 유지하고 있었던 베토벤이었지만, 1801년 말 귀차르디의 피아노 지도를 맡게 된 그는 눈에 띄게 그녀에게 사로잡혔다. 1801년 11월 16일 친구인 프란츠 베르하르트 베겔러에게 보낸 그의 서한에는 다음과 같은 내용이 있다. "내 인생은 다시 한 번 기쁘고, 난 다시 밖으로 나가서 사람들 틈에 있네. 지난 2년 동안 내 삶이 얼마나 쓸쓸하고 슬펐는지 믿기 어려울 것이네. 이 변화는 귀엽고 매력적인 소녀에 의해 야기되었네. 그녀는 나를 사랑하고 나도 그녀를 사랑하네. 2년 만에 얼마간의 행복의 순간을 구가하고 있는 것이네. 그리고 난생 처음 결혼하면 행복해질 거라고 느끼고 있네. 그러나 불행히도 그녀는 나와는 신분이 다르고, 지금은 결혼할 수 없네."
1802년 베토벤은 귀차르디에게 《피아노 소나타 14번》을 헌정했다. 이 작품은 당초 함께 출판된 《13번》과 마찬가지로 "환상곡풍 소나타"(Sonata quasiuna Fantasia)라는 제목이었으나 후년에 "월광 소나타"라는 통칭으로 널리 알려지게 되었다. 이 헌정은 원래 의도된 것이 아니었고, 작곡자가 귀차르디를 떠올리며 작품을 쓴 것도 아니었다. 알렉산더 윌록 세이어는 저작 《베토벤의 생애》에서 이렇게 지적하고 있다: "베토벤은 처음에 《론도 사장조, 작품 번호 51-2》를 귀차르디에게 바치려 했으나 헨리에테 리히노프스키 백작부인에게 바쳐야 했고, 결국 귀차르디에게 헌정할 악곡을 찾아 헤맸다."
1823년 베토벤은 당시 비서이자 훗날 전기작가인 안톤 쉰들러에게 당시에는 귀차르디와 진정한 연애관계에 있었다고 고백했다. 1840년 베토벤 전기에서 쉰들러는 '줄리에타'가 베토벤이 '불멸의 연인'에게 보낸 편지의 수취인이었다고 밝혔다. 이 의견에 곧바로 의문을 제기한 사람이 귀차르디의 사촌 누이였던 테레제 브룬스비크였다: "베토벤의 세 통의 편지가 줄리에타 앞으로 온 것으로 되어있다? 허술하지 않을까?" 테레제가 의심을 품는 데는 이유가 있었다. 쉰들러나 다른 동시대 사람들과는 달리 그녀는 여동생 요제피네와 베토벤의 오랜 열정적 연애 관계에 대해 속속들이 알고 있었기 때문이다.
1994년 영화 《불멸의 연인》에서는 발레리아 골리노가 귀차르디 역을 연기했다.

## 참고 문헌
- 브란덴부르크, 지크하르트, 편집. (1996). 《루트비히 판 베토벤: 서신. 완전판' (8권)'》. 뮈니치: 헨레.
- 골드슈미트, 해리 (1977a). 《불멸의 연인에게. 베토벤의 책》. 라이프치히: 브라이트코프 운트 헤르텔.
- 골드슈미트, 해리 (1977b). 〈새로운 브룬스비크 편지에서 베토벤〉. 《베토벤 연감 1973》. 97–146쪽.
- 코피츠, 클라우스 마르틴; 카덴바흐, 라이너, 편집. (2009). 《동시대인의 관점에서 본 베토벤》 1. 뮌헨. 411–414쪽.
- 립시위스 (라 마라), 이다 마리 (1920). 《베토벤과 브룬스비크》. 라이프치히.
- 쉰들러, 안톤 (1840). 《루트비히 판 베토벤의 전기》. 뮌스터.
- 스테블린, 리타 (2009). 〈'나를 사랑하고 내가 사랑하는 사랑스럽고 매혹적인 소녀': 베토벤의 사랑하는 피아노 제자 줄리에타 귀차르디에 대한 새로운 사실〉. 《본 베토벤 연구》 8. 89–152쪽.
- 탈렌바흐, 마리-엘리자베스 (1983). 《베토벤과 그의 "불멸의 연인" 요제피네 브룬스비크. 그들의 운명과 베토벤의 작품에 미친 영향》. 취리히: 아틀란티스.